# Matrona von Chios

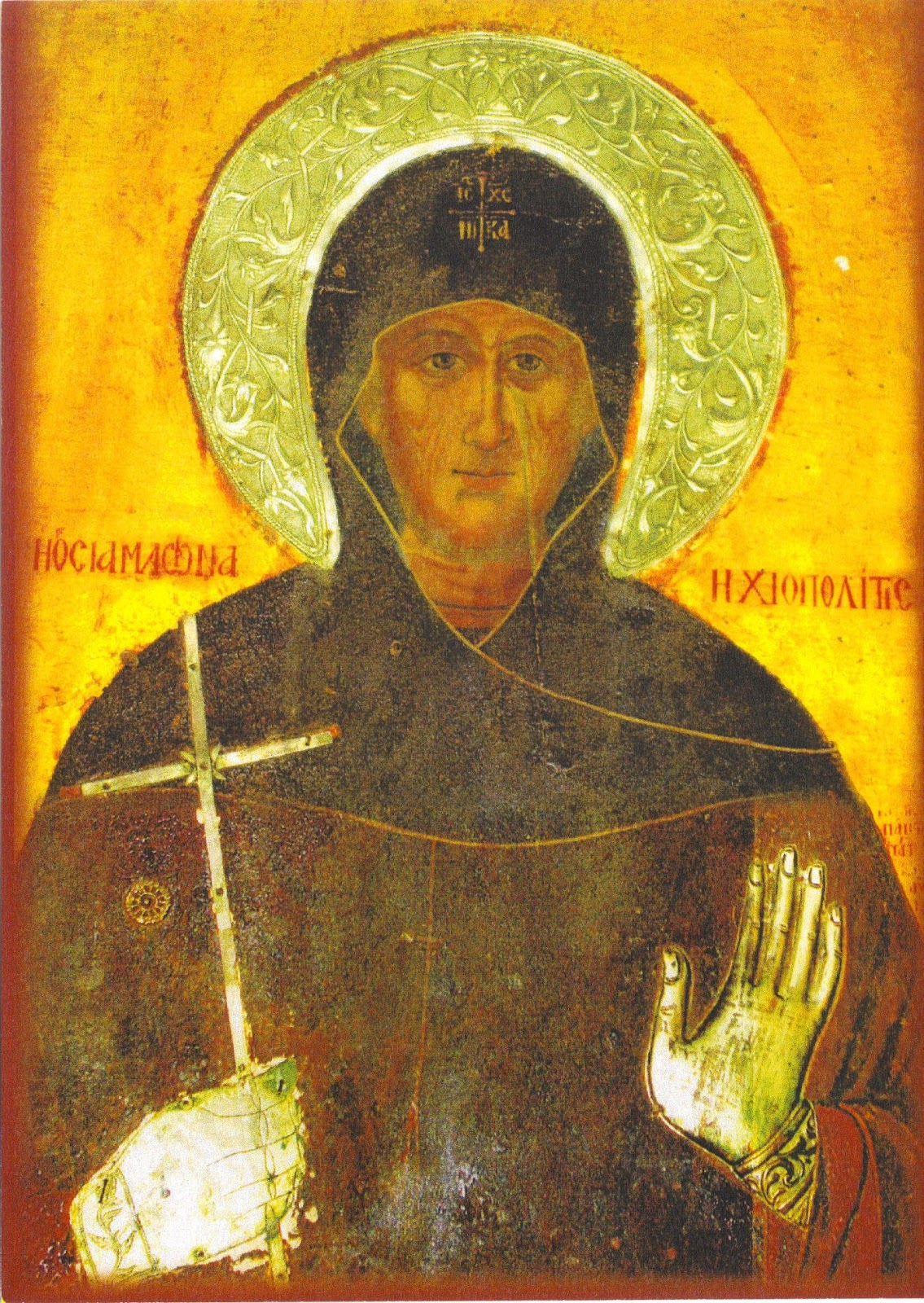
Matrona von Chios, griechische Ikone

Matrona von Chios (* im 15. Jahrhundert in Volissos, Chios; † vor 1455 auf Chios; ursprünglich Maria) ist eine Heilige der orthodoxen Kirche. Ihr Gedenktag ist der 20. Oktober, am 15. Juli wird der Auffindung einer Kopfreliquie gedacht.

## Leben
Matrona wurde unter dem Namen Maria in dem Dorf Volissos auf der Insel Chios im Laufe des 15. Jahrhunderts geboren. Ihre Eltern, Leon und Anna, sollen angesehene und wohlhabende Christen gewesen sein. Maria war das jüngste von sieben Kindern. Seit ihrer Jugend zeigte sie großes Interesse am Klosterleben. Als ihre Eltern für sie eine Hochzeit arrangieren wollten, weigerte sie sich und wollte Jungfrau bleiben. Um der Verheiratung zu entgehen, verließ sie Volissos und begab sich auf eine Anhöhe in der Nähe des Ortes, der Katavasis genannt wurde. Dort begann sie ein spirituelles Leben unter Fasten und Gebet, und bald schlossen sich ihr andere Nonnen an. Ihre Eltern ließen überall nach ihr suchen, und nachdem sie sie gefunden hatten, überzeugten sie Maria, nach Hause zurückzukehren. Sie fügte sich den Wünschen ihrer Eltern, verweigerte sich aber weiterhin einer Heirat. Ihre Eltern sahen ein, dass sie ein klösterliches Leben führen wollte, und gaben schließlich ihre Zustimmung.
Nachdem Marias Eltern gestorben waren, verteilte sie das geerbte Ackerland unter ihre Schwestern und an die Waisenkinder des Ortes. Sie verließ Volissos und kehrte zur Katavasis zurück. Dort ernährte sie sich sehr einfach, die Lebensmittel wurden ihr von einer ihrer Schwestern gebracht. Drei Jahre später verließ sie die Katavasis und zog in den Hauptort der Insel, wo es eine Reihe von Frauenklöstern gab.
Bei Besuchen in den verschiedenen Klöstern fand Maria eines, das abgeschieden war und in dem nur drei Nonnen lebten, eine Mutter mit ihren beiden Töchtern. Diese Nonnen erkannten ihre Ernsthaftigkeit und nahmen sie in das kleine Kloster auf. Maria nahm dabei den Namen Matrona an, wie es für eine orthodoxe Nonne Brauch ist, wenn sie Stavrophore wird; dies bezeichnet ihre zweite Taufe und den Beginn eines neuen Lebensweges.
Matrona übertraf die anderen Nonnen an Hingabe, Frömmigkeit und Verständnis der christlichen Lehre. Ihre Ernsthaftigkeit überzeugte Mädchen davon, dass sie in das Kloster eintraten und ein geistliches Leben führten. Die Klosterkirche war klein, und so stimmte die Äbtissin Matronas Plänen zu, die Kirche zu vergrößern und Zellen für die Nonnen zu bauen. So verkaufte Matrona das ihr noch gehörende Ackerland und ihre persönlichen Habseligkeiten, damit aus dem Erlös das Kloster ein öffentliches Bad bauen konnte, das den Armen und Pilgern zur Verfügung stand. Diese Art von Bädern war damals weit verbreitet. Danach begann eine Renovierung des Kirchengebäudes. Nachdem die Kirche fertiggestellt und dem heiligen Artemios geweiht worden war, starb die Äbtissin, und die Nonnen wählten Matrona zur neuen Äbtissin. Sie zeigte große Liebe zu den Armen und besaß die Gabe, Kranke zu heilen.
Chios wurde zu jener Zeit von den Genuesen beherrscht. Bei einer Plünderung der Insel und ihrer Klöster durch Fremde kamen diese auch zu Matronas Kloster. Als jedoch einer von ihnen die Nonnen angreifen wollte, betete die Äbtissin um himmlischen Beistand. Daraufhin sollen Blitze vom Himmel gefahren sein, die den Angreifer töteten. Die übrigen Fremden, so wird erzählt, gerieten angesichts dessen in Furcht und flohen von der Insel.
In ihren letzten sieben Lebenstagen litt Matrona an einer Krankheit. In dieser Zeit tröstete sie ihre Nonnen, wie eine Mutter ihre Kinder tröstet. Sie empfing die heilige Eucharistie und starb vor dem Jahr 1455. Ihr Grab fand sie in der Kirche des Klosters, in dem sie den größten Teil ihres Lebens verbracht hatte. Man sagt zur Ehre dieser Heiligen, dass nach ihrem Tode Wunder geschehen wären; viele Menschen mit den unterschiedlichsten Leiden pilgerten zur Kirche und wurden geheilt.
Im Dorf Katavasis wurde eine Kirche errichtet, um den Ort zu ehren, an dem die heilige Matrona ihr geistliches Leben begonnen hatte. Später baute man eine größere Kirche, und die ältere diente als Begräbniskapelle.

## Kloster der Heiligen Matrona
Das Kloster der Heiligen Matrona wurde von dem Adeligen Roidis im Jahre 1470 in der Nähe des Dorfes Mesa Didima gestiftet. Er wollte ursprünglich einen Sommersitz bauen, doch Matrona erschien ihm im Traum und wies ihn an, stattdessen ein Kloster zu errichten. Seine beiden Schwestern waren die ersten Nonnen, die das Kloster bewohnten. Während der osmanischen Zeit war der heilige Nikephoros von Chios Abt des Klosters. Er schrieb zu Ehren der heiligen Matrona 24 Hymnen. Auch der Metropolit Niketas von Rhodos verfasste liturgische Stücke zu Ehren der heiligen Matrona.
In der Neuzeit leben noch vier Nonnen im Kloster.
Der Gedenktag der heiligen Matrona wird im Kloster am 20. Oktober gefeiert.